# Grand View
Grand View is een plaats (city) in de Amerikaanse staat Idaho, en valt bestuurlijk gezien onder Owyhee County.

## Demografie
Bij de volkstelling in 2000 werd het aantal inwoners vastgesteld op 470.
In 2006 is het aantal inwoners door het United States Census Bureau geschat op 475, een stijging van 5 (1.1%).

## Geografie
Volgens het United States Census Bureau beslaat de plaats een oppervlakte van
1,5 km², waarvan 1,4 km² land en 0,1 km² water. Grand View ligt op ongeveer 718 m boven zeeniveau.

## Plaatsen in de nabije omgeving
De onderstaande figuur toont nabijgelegen plaatsen in een straal van 68 km rond Grand View.